# Acaulon longifolium
Acaulon longifolium là một loài rêu trong họ Pottiaceae. Loài này được Herrnst. & Heyn mô tả khoa học đầu tiên năm 1999.